# Сеџвик (Арканзас)
Сеџвик (енгл. Sedgwick) град је у америчкој савезној држави Арканзас.

## Демографија
По попису из 2010. године број становника је 152, што је 40 (35,7%) становника више него 2000. године.
| Група             | 2000.       | 2010.       |
| Белци             | 110 (98,2%) | 151 (99,3%) |
| Афроамериканци    | 1 (0,9%)    | 0 (0,0%)    |
| Азијати           | 0 (0,0%)    | 0 (0,0%)    |
| Хиспаноамериканци | 0 (0,0%)    | 0 (0,0%)    |
| Укупно            | 112         | 152         |